# Бистрицька сільська рада (Надвірнянський район)
| Бистрицька сільська рада — орган місцевого самоврядування у Надвірнянському районі Івано-Франківської області з адміністративним центром у с. Бистриця. Водоймища на території, підпорядкованій даній раді: річка Бистриця. Сільській раді підпорядковані населені пункти: - с. Бистриця — населення 1 068 ос.; площа 2,100 км²; (до 1946 року с. Рафайлова) - с-ще Згари — населення 29 ос.; площа 8,300 км² - с. Климпуші — населення 121 ос.; площа 4,500 км² - с-ще Причіл — населення 18 ос.; площа 2,900 км² |

## Склад ради
Рада складається з 20 депутатів та голови.

### Керівний склад ради
| ПІБ                    | Основні відомості                                                 | Дата обрання | Дата звільнення |
| ---------------------- | ----------------------------------------------------------------- | ------------ | --------------- |
| Ганна Василівна Гав'юк | Сільський голова, 1965 року народження, освіта вища, позапартійна | 26.03.2006   | 31.10.2010      |
| Ганна Василівна Гав'юк | Сільський голова, 1965 року народження, освіта вища, позапартійна | 31.10.2010   |                 |

Примітка: таблиця складена за даними джерела